# Колдуэлл, Софи
Софи Колдуэлл (англ. Sophie Caldwell, род. 22 марта 1990 года, Ратленд, США) - бывшая американская лыжница, участница Олимпийских игр в Сочи и Пхёнчхане, победительница двух гонок в Кубке мира. Специализировалась в спринте.
Колдуэлл родилась в очень спортивной семье, её дед Джон Колдуэлл принимал участие в турнире по прыжкам с трамплина на зимних Олимпийских играх 1952 года, её дядя Тим Колдуэлл соревновался в лыжных гонках на четырёх Олимпиадах (с 1972 по 1984 годы), её отец Сверре Колдуэлл является одним из сильнейших тренеров по лыжам в США, а мать Лилли Колдуэлл входила в молодёжную сборную США по лыжным гонкам и принимала участие в молодёжном чемпионате мира. Замужем за бывшим американским лыжником Сайми Хэмилтоном.
В Кубке мира Колдуэлл дебютировала 8 декабря 2012 года, в марте 2014 года впервые в карьере попала в тройку лучших в гонке на этапе Кубка мира, в спринте. Она выигрывала гонки в Кубке мира 5 января 2016 года и 27 января 2018 года.
На Олимпийских играх 2014 года в Сочи показала следующие результаты: 10 км классическим стилем - 32-е место, спринт - 6-е место и командный спринт - 8-е место. В Пхёнчхане она стала восьмой в спринте и пятой в эстафете.
За свою карьеру принимала участие в четырёх чемпионатах мира.
Использует лыжи производства фирмы Fischer.
13 марта 2021 года объявила о завершении карьеры.